# Darawank
Darawank är en ort i Australien. Den ligger i kommunen Mid-Coast och delstaten New South Wales, i den sydöstra delen av landet, omkring 230 kilometer nordost om delstatshuvudstaden Sydney.
Närmaste större samhälle är Forster, nära Darawank. Genomsnittlig årsnederbörd är 1 701 millimeter. Den regnigaste månaden är februari, med i genomsnitt 313 mm nederbörd, och den torraste är oktober, med 46 mm nederbörd.